# Svir (rivière)
Pour les articles homonymes, voir Svir.
La Svir (en russe : Свирь ; en finnois : Syväri) est une rivière du nord-ouest de la Russie européenne.
Elle marque la limite sud de la province de Carélie,,,,.

## Description

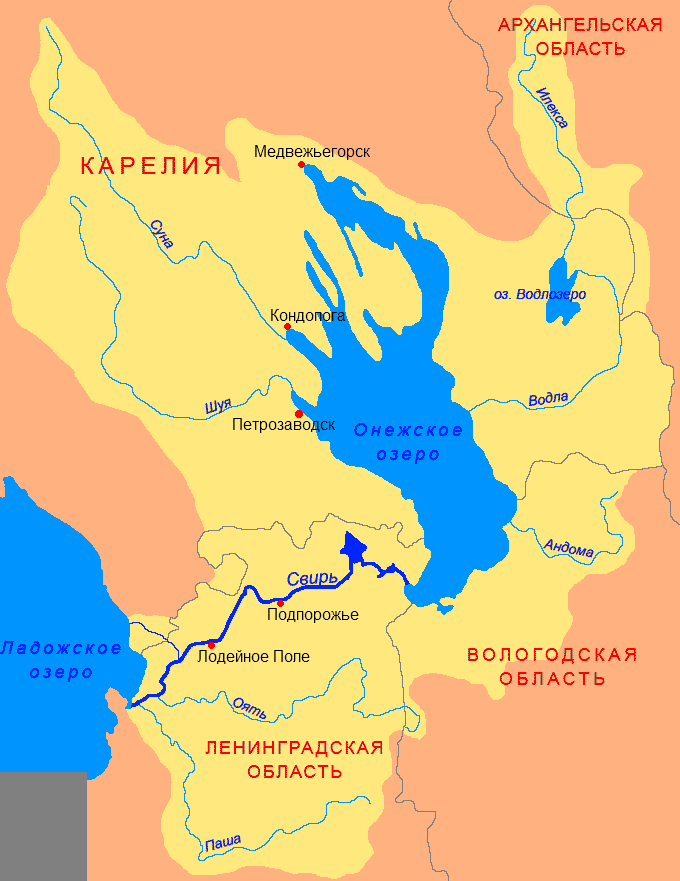
Le bassin versant de la rivière Svir et de ses principaux affluents.

Émissaire du lac Onega, étroite et peu profonde, elle se jette dans le lac Ladoga après un parcours de 224 km.
La Svir est entièrement située dans l'Oblast de Léningrad en Russie, où la rivière traverse les raïons de Podporojié et de Lodeïnoïe Pole.
L'estuaire de la Svir appartient à la municipalité de Sviritsa (fi) du raïon de Volkhov.
Aujourd'hui, la population de Rantami est russophone, mais autrefois, les habitants parlaient le finnois de la baltique.
La Svir commence à l'extrémité sud du lac Ääninen, dans la ville de Voznesenye (Syvärinniska).
Les 95 premiers kilomètres de la rivière constituent la section située au-dessus de la centrale électrique du cours supérieure de la Svir (fi), dont le niveau d'eau atteint presque la hauteur de l'Ääninen.
La première grande île de la rivière est située à huit kilomètres du coude de la rivière. C'est l'île de Karski (en russe : Карский).
Quelques kilomètres plus loin, la rivière se divise en deux bras qui contournent l'île d'Ivankoostrov (en russe: Иванкоостров).
Après ces îles, dans une section très large de la rivière se trouve entre-autres la grande ile Vjazostrov (en russe: Вяостров, en finnois : Jalajasaari).
La Svir compte une trentaine de grandes îles fluviales. Dix kilomètres après Jalajasaari, s'ouvre un grand lac artificiel, la plaine inondable d'Iivina (ou lac artificiel d'Ylä-Syväri).
La plus grande rivière qui se jette dans le lac artificiel est la Jyvenjoki, dont les anciens affluents forment d'autres rivières qui se jettent dans le lac artificiel. Après le lac, la Svir coule dans une vallée fluviale plus profonde, la rivière reste donc relativement étroite.
Situés sur ses rives, se trouvent les trois villages de Plotichno (Плотично) sur la rive sud et Pidma (Пидьма), Mätysova (Мятусово, Mjatusovo) et Hevronino (Хевроньино) sur la rive nord.
Près du dernier village se trouve la ville de Podporojié, qui s'est développée autour de la centrale électrique de la Svir supérieure.
Il y a une écluse à côté de la centrale électrique, à travers laquelle même les grands navires fluviaux peuvent passer. Les paysages côtiers de la Svir sont boisés et les rives sont parfois envahies par la végétation. Il y a des prairies dans les plaines inondables.
A environ 45 kilomètres en aval de Podporojié, à Svirstroï (Свирьстрой), se trouve la centrale électrique du cours inférieur de la Svir (ru).
La rivière Vaaženinjoki, coulant du nord, confluence avec la Svir dans le village de Vaažen (Важины).
Après cela, la rivière s'écoule vers le sud-ouest jusqu'au Ladoga.
Un lac de retenue de 11 kilomètres de long et quelques kilomètres de large s'est formé au-dessus de la centrale électrique du cours inferieur de la Svir.
Une écluse servant au trafic maritime fonctionne également à la centrale électrique du cours inférieur de la Svir.
La distance jusqu'à l'estuaire de la Svir n'est qu'a 60 kilomètres à vol d'oiseau. Le cour inférieur de la Svir sont plus densément peuplés que le cour supérieur.
Avant la ville de Lodeïnoïe Pole se trouve le petit village de Harevshchina (Харевщина) au bord de la rivière. Lodeïnoïe Pole est un carrefour, la route reliant Syvärininska à Saint-Pétersbourg et la route reliant Tikhvine et Petroskoi s'y croisent. La route vers Petrozavodsk continue jusqu'à Mourmansk.
La Svir constitue un des tronçons de la voie navigable Volga-Baltique, qui relie Moscou à Saint-Pétersbourg.

## Galerie

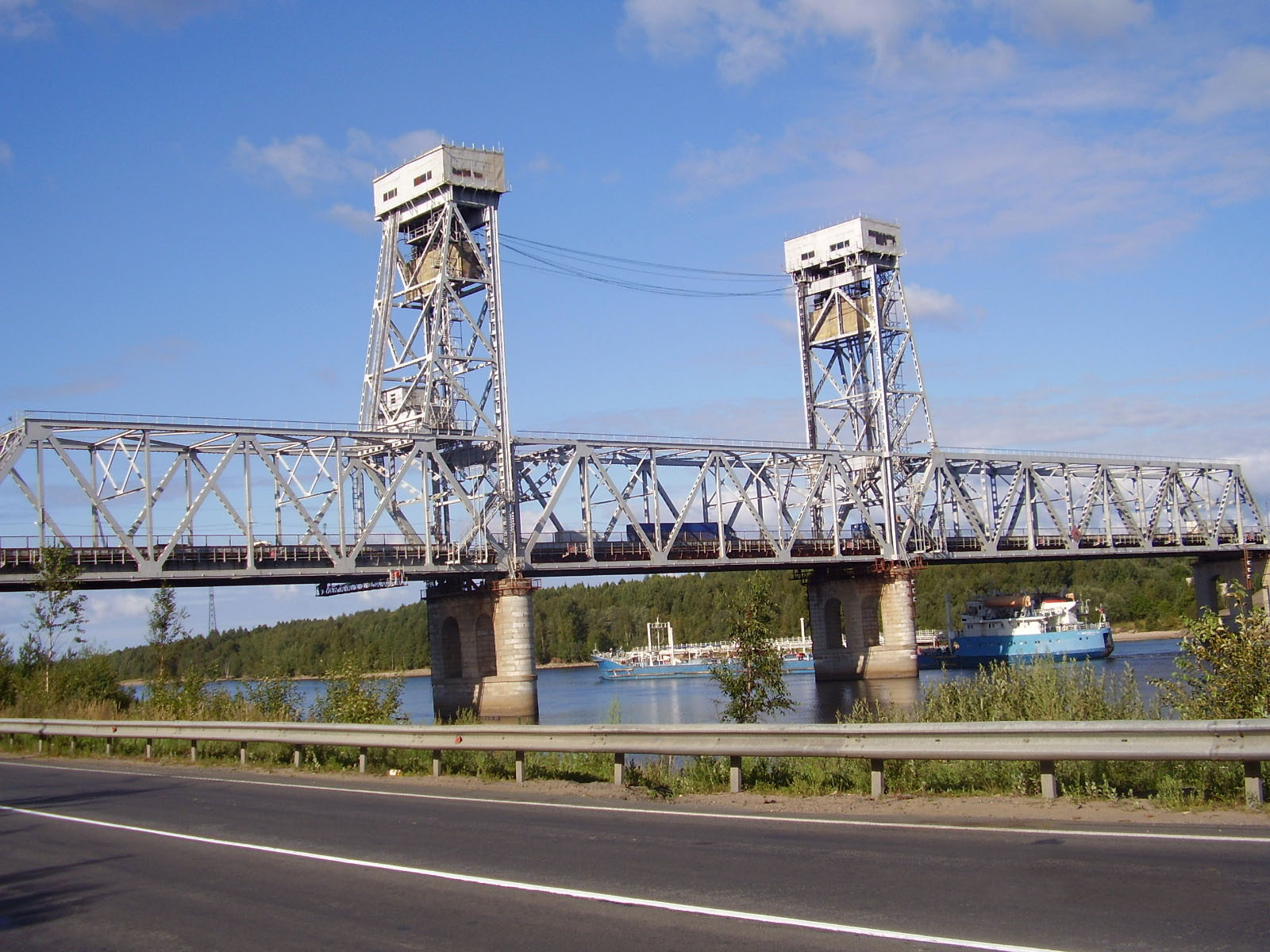
Pont sur la Svir près de Lotinapelto.
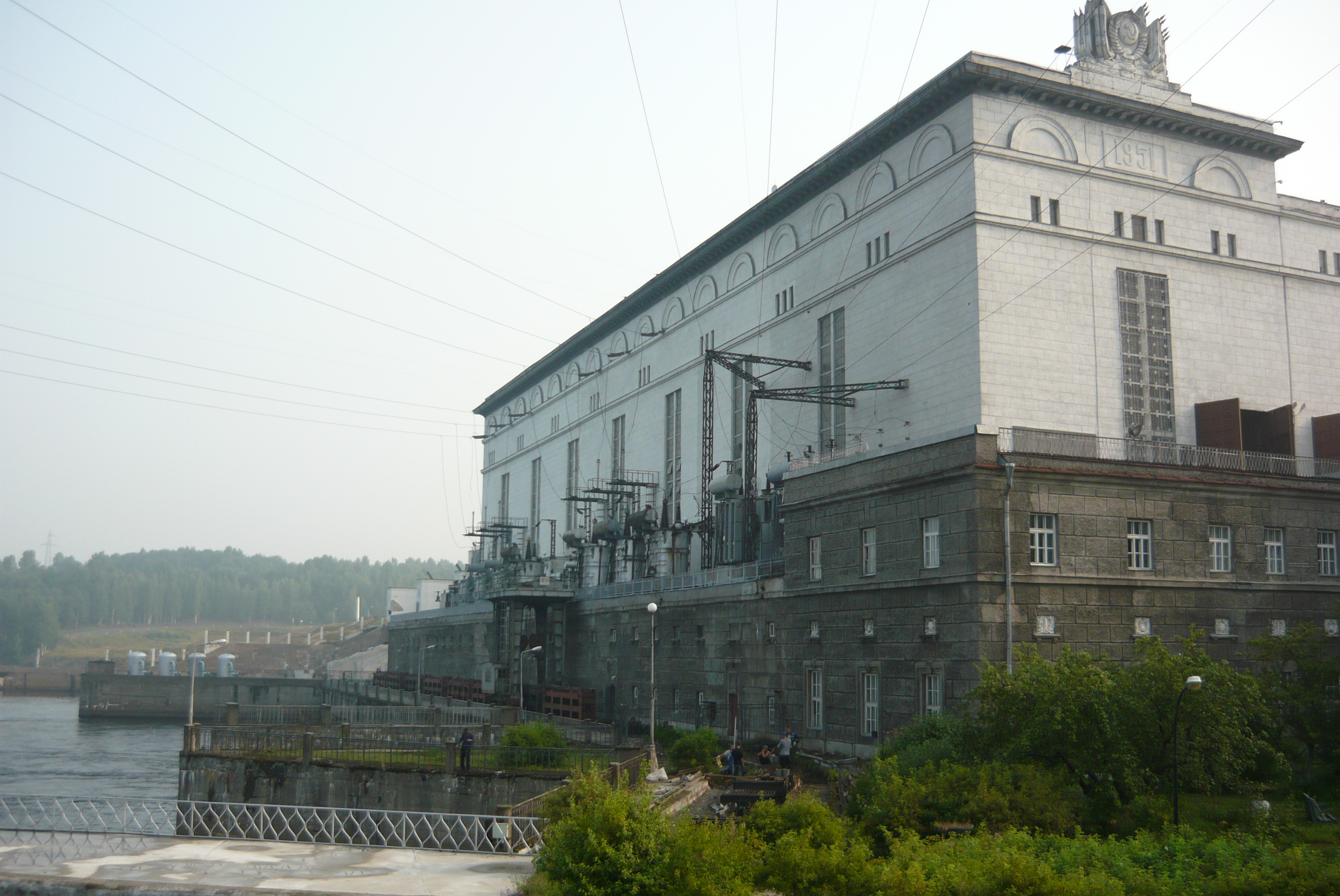
Centrale électrique du cours supérieur.
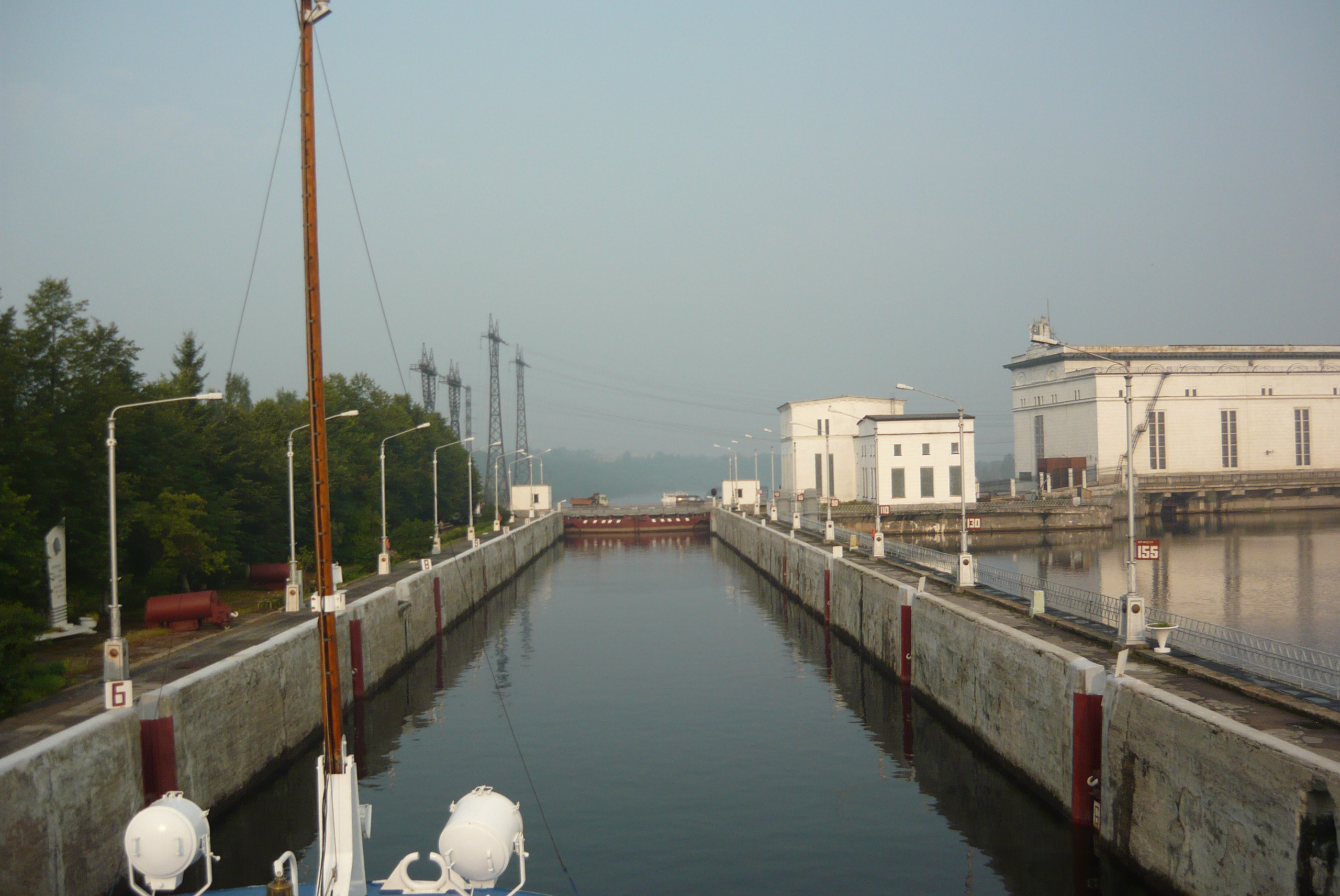
Écluse du cours supérieur.
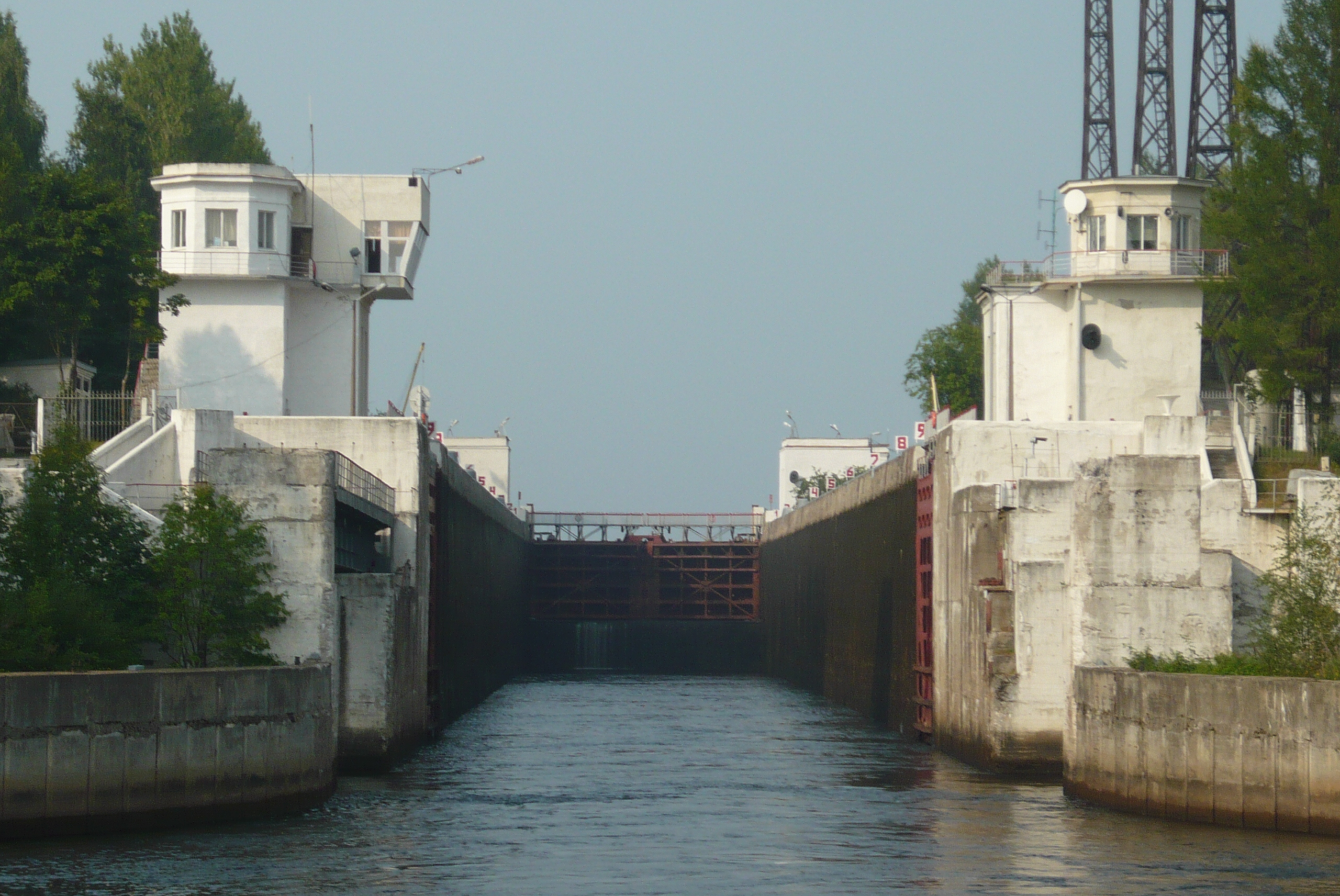
Écluse du cours inférieur.
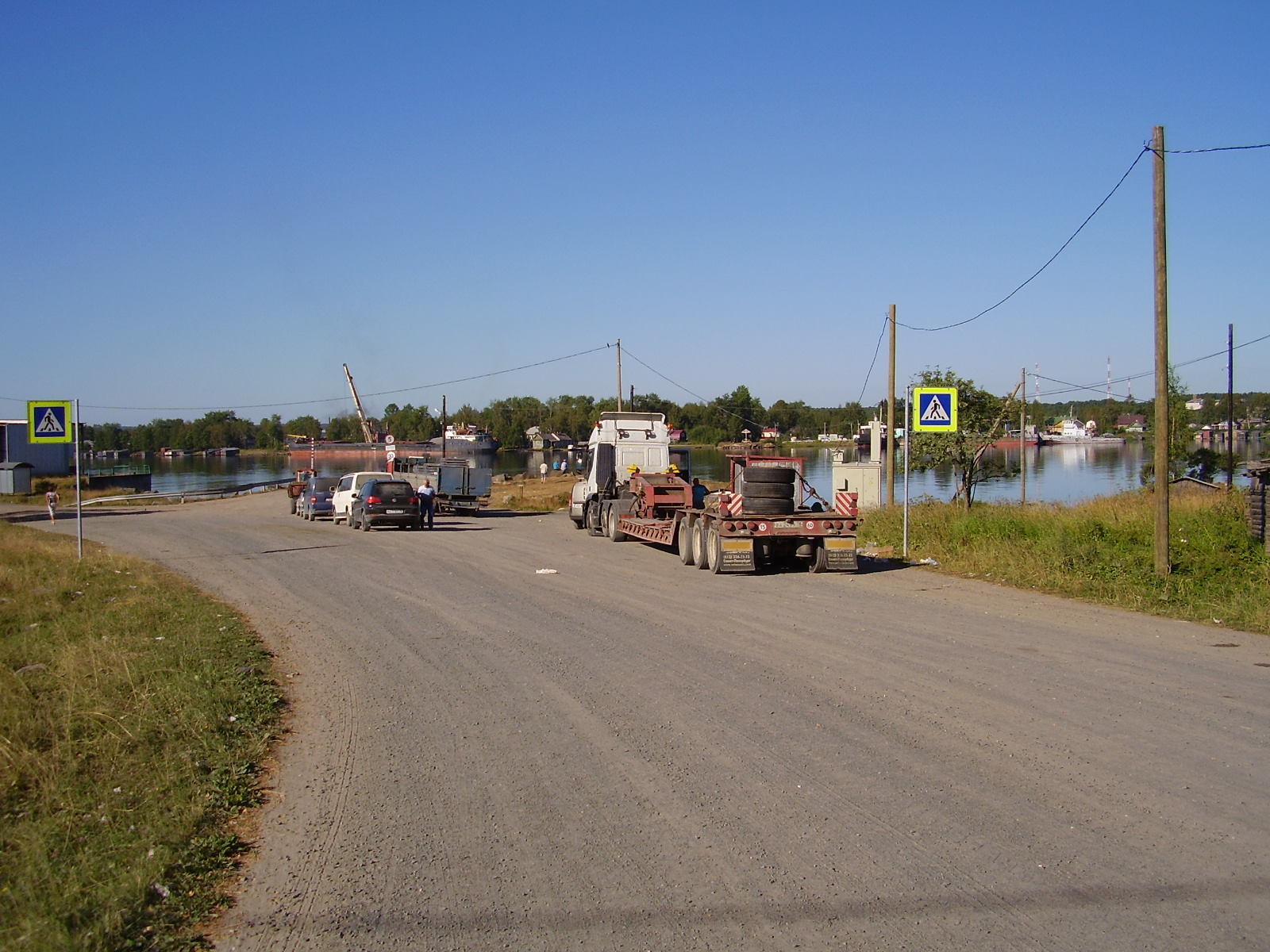
Traversier de l'embouchure de la Svir.